# Komuna e Ballabanit
Komuna e Ballabanit är en kommun i Albanien.   Den ligger i prefekturen Qarku i Gjirokastrës, i den södra delen av landet, 100 km söder om huvudstaden Tirana.
Trakten runt Komuna e Ballabanit består till största delen av jordbruksmark.  Runt Komuna e Ballabanit är det ganska glesbefolkat, med 24 invånare per kvadratkilometer.